# Мартін Кабатник
Марті́н Каба́тнік (чеськ. Martin Kabátník, *1428?, Прага,  Чеське королівство, нині Чеська Республіка - †2 лютого 1503, Літомишль, Чеське королівство, нині Чеська Республіка) — чеський письменник і мандрівник, за фахом ткач і кравець. Член Общини чеських братів (ОЧБ). 
За рішенням ОЧБ з 1490 року взяв участь у її посольстві до Святої Землі і в Єгипет у пошуках справжньої першохристиянської церкви (1 березня 1491 – листопад 1492). Членами посольства також були теолог Лукаш Празький (*1458-†1528), лицар Мареш Коковець та Кашпар з Бранібор. 
Шлях посольства пролягав також через Моравію, Силезію, Королівство Польське (Краків), Україну, зокрема, Львів (квітень 1491 року), Румунію, Османську імперію (Константинополь, нині Стамбул) і Сирію (Дамаск). 
Розповідь про посольство записав у 1500 році писар Адам Бакаларж з Літомишля і вперше видав її у 1539 році.